# Robert Anderson
Robert Anderson nació cerca de Louisville, Kentucky, en 1805, un sureño por nacimiento, su hermano, Richard, fue un abogado, político y diplomático, y Robert, después de graduarse en West Point en 1825, sirvió brevemente como secretario privado de su hermano cuando era Ministro en Colombia, luego siguió la carrera militar, sirviendo en las guerras de Black Hawk y Florida y más tarde como capitán bajo el mando del general Winfield Scott, en la guerra, fue un experto en artillería, Anderson fue honrado por su valentía en el campo.

## Historia
Durante la crisis de la secesión, Anderson, ahora un mayor, fue elegido para estar al mando de los fuertes federales en el puerto de Charleston. El nombramiento se debía en gran medida a sus lazos con el sur, pues era sureño de nacimiento, estaba casado con una mujer de Georgia y era un defensor de la esclavitud. Bajo la administración de Buchanan, parece ser cauteloso y delicado en sus deberes, intentó evitar cualquier acción que pudiera provocar a Carolina del Sur.
Los sureños pensaban que Anderson sería favorable a sus demandas de que los fuertes fueran leales al sur. Parece ser que, el propio Anderson, pensaba que si podía evitarse la guerra, los Estados secesionados podrían, en última instancia, volver pacíficamente a la Unión. Deseaba evitar un brote de combates y, como su situación en Sumter era precaria, consideró necesaria la evacuación, tanto por motivos militares, como deseable en términos de evitar la provocación. Estos sentimientos plantearon algunas dudas en la mente de Lincoln sobre su lealtad. Sin embargo, Anderson apoyó firmemente a la Unión y cumplió con su deber.
Al llegar a Charleston, Anderson se sitúa en Fort Moultrie y piden refuerzos urgentes al departamento de la guerra. Aunque el presidente Buchanan estaba inicialmente de acuerdo, él mismo invirtió bajo presión desde el sur de los miembros de su gabinete, y Anderson recibió la orden de no realizar ninguna acción que pudiera provocar la guerra. No obstante, se encargó de preparar los fuertes y defenderse si era atacado. Anderson considera que su traslado de Moultrie a Sumter el 26 de diciembre de 1860 era coherente con estas instrucciones. Colocando su cuartel de mando en la posición más defendible, esperaba evitar un derramamiento de sangre.
Después de la caída de Fort Sumter, Anderson evacuó su guarnición a Nueva York, donde fue tratado como un héroe. Ascendido a general de brigada, regresó al servicio como comandante de Unión de las fuerzas en Kentucky. Pero problemas de salud, derivados del desgaste tanto físico como mental que tuvo su servicio en el fuerte Sumter, le obligaron a retirarse del servicio activo. Se retiró a la ciudad de Nueva York, saliendo brevemente de su retiro, para asistir a las ceremonias en el fuerte Sumter en abril de 1865. Después de la guerra, él y su esposa viajaron a Europa, con la esperanza de que su salud mejorase, pero en 1871, murió en Niza, Francia. Fue enterrado en West Point.